# Pierre Kolp
Pierre Kolp est un compositeur belge et un pédagogue de la musique, né à Cologne (Allemagne), le 23 mars 1969.

## Biographie
Diplômé en sciences et mathématique, Kolp étudie l'orgue avec Hubert Schoonbroodt au Conservatoire royal de Bruxelles puis avec Anne Froidebise au Conservatoire royal de Liège et la composition au Conservatoire royal de Bruxelles. Après l'obtention d'une licence en musicologie près l'Université libre de Bruxelles, où il travaille sous la direction d'Herman Sabbe, Kolp poursuit l'étude de la composition à Moscou avec Edison Denissov (1993), à Sienne et à l'Accademia nazionale di Santa Cecilia de Rome avec Franco Donatoni (1994-1995) et Azio Corghi (1996).
Avec les compositeurs Juan Carlos Tolosa, Francis Ubertelli et David Nuñez il fonde, en 1995, Black Jackets Company, Société internationale des arts contemporains établie à Bruxelles, à l'intérieur de laquelle il est actif avec Black Jackets Composers et Black Jackets Editions.

### Compétitions musicales
Pierre Kolp gagne plusieurs concours nationaux et internationaux : en 1994, il reçoit le Prix Horlait Dapsens ; en 1995, il gagne le 1er prix de Concours de composition pour la commémoration du 50e anniversaire de la libération des Camps et, la même année, il est lauréat du Younger European Composer Competition. En 2005, Black Jackets Composers gagne le World Kinespace Competition avec le projet IMMIKS.
La musique de Kolp est jouée en Belgique à Ars musica, au Festival van Vlaanderen, sur Musiq3, Radio Clara ; en Europe (Leipzig, Cologne, Paris Festival Syntono, Madrid, London, Rome, Milan et Moscou) et en Amérique (Québec, Montréal, Santiago Contemporary Music Festival of Chile, Cordoba (Argentina) et au Festival a Tempo à Caracas).

### Recherches musicales
Pierre Kolp développe son champ d'investigation musicale dans la danse, dans la mise en scène, dans le théâtre et dans les performances pluridisciplinaires. Fasciné par les ponts (et peut-être par le vide que ceux-ci surplombent), il explore les limites entre le son et la performance et la structure dans laquelle ils s'intègrent, établissant de nouvelles lignes de force dans les procédures et opérations de leur assemblage compositionnel.
Ses œuvres attachent beaucoup d'importance aux structures et à leurs polyvalences, favorisant et stimulant une approche issue du structuralisme. D'un autre côté ses productions (et aussi ses recherches pédagogiques, voir ci-dessous) sont assez conceptuelles : mise en mouvement des musiciens, jeu lié à des règles sociales ou à des exigences performance prônant de nouvelles stratégies de communication. Ainsi le langage de Kolp entre plutôt dans un structuralisme conceptuel.
En 1998, à Bruxelles, Pierre Kolp initie avec Juan Carlos Tolosa le mouvement post-scolopéndrique.

### Recherches pédagogiques
Toujours impliqué dans les recherches sur la pratique de l'éducation musicale, Pierre Kolp a d'abord enseigné le solfège, l'organologie, l'esthétique de l'art, l'histoire de la musique et la composition. En 1997, il devient Directeur de l'Institut de rythmique Jaques-Dalcroze de Belgique. En 2004, il est élu par ses pairs, Président de l'association francophone des académies de musique de Belgique et occupe le poste de délégué auprès de l'European Music schools Union (EMU). En 2008, il devient membre des JFREM (Journées francophones de recherche en éducation musicale). En 2009, sous la collaboration du Conseil de la Musique, il fonde avec Françoise Regnard, Jean-Marie Rens et Alain Lammé, le GRiAM (groupe de réflexion internationale sur les apprentissages musicaux) et, avec eux, réédite annuellement Orphée Apprenti, revue musicale et pédagogique lancée par Henri Pousseur en 1986 et arrêtée en 1995.
Notons quelques articles, principalement sur la créativité, ou sur les liens entre expression, temps et espaces musicaux.
Combinant ses activités artistiques et pédagogiques, Pierre Kolp donne des séminaires de composition à l'Université de Cordoba (Argentine) (1999) et à l'Université pontificale de Santiago du Chili (2002).

## Catalogue[5]
Orchestre
- Cosmose (2006-2008), 40 minutes
- Ho, mia kor' (2007), 8 minutes
- Los cometas colorados opéra (2002) avec e-live, 10 minutes
- Manimatrix (2002-2004) avec e-live, 25 minutes
- Stop Exchange (2008), 20 minutes
- Phase Bug (2009), 6 minutes

Musique de scène
- Désirs chorégraphiques Musique pour danse (1994), 14 minutes
- Los cometas colorados opéra (2002) avec e-live, 10 minutes
- The Eyes of Ambush Musique de scène (2003) avec e-live, 8 minutes
- Perdre corps Musique pour danse (2005) seulement e-live, 13 minutes
- Bizarre, Bise-Arts Théâtre musical (2009), écrit en trio et jouée par 2 instrumentistes, 17 minutes

Ensemble
- Chant contre champs pour 7 instrumentistes (1994), 6 minutes
- Antipasti pour 7 instrumentistes (1995), 12 minutes
- Mat pour 6 instrumentistes (1996), 14 minutes
- Have a Break pour 6 instrumentistes(1997), 18 minutes
- Passerelle pour 4 instrumentistes et e-live, (1999), 8 minutes
- Mani pour nombre varié de musiciens, (2001-2002)
- Wet Wet Wet Wedding pour 3 instrumentistes et bande (2004), 3 to 15 minutes

Musique de chambre
- Sept Blasons pour quintette à vent (1994), 14 minutes
- Interchamps pour 2 flûtes et guitare (1994), 14 minutes
- Speaker quatuor de flûtes (1995), 6 minutes
- I ching  pour flûte et guitare (1996), 10 minutes
- Incipit vita nova Premier trio à clavier (2001), 7 minutes
- So-mani dreams are explored Second trio à clavier (2005), 15 minutes
- The Bowling' Stones pour 2 pianos (2006), 9 minutes
- Plug-in pour 2 pianos (2007), 6 minutes
- So Less pour  2 pianos (2011), 6 minutes

Instrument solo (avec ou sans e-live)
- P as T pour alto - 2008
- Sub-Negation pour n'importe quel instrument solo, 7 versions (2007-2010), 60 minutes
- Portiques génitifs pour violoncelle (1994), 6 minutes
- Beaver Tuned pour piano (1998), 10 minutes
- Due scherzi pour piano (2007), 12 minutes
- So Slow the Snow pour piano (2006), 10 minutes

Musique vocale
- Eggs pour chœur (1994), 8 minutes
- Hors d'un coffret de Santal Sept mélodies pour un chanteur et piano (1997), 12 minutes